# Tomas Tenconi
Tomas Tenconi (Buenos Aires, Argentina, 3 de septiembre de 1980) es un jugador de tenis italiano. En su carrera no ha conquistado torneos a nivel ATP y su mejor posición en el ranking fue Nº141 en junio de 2005. 

## Títulos

### Challengers
| Leyenda               |
| ATP Challenger Series |

| N. | Data       | Torneo                  | Superficie en la final | Oponente en la final  | Resultado        |
| 1. | 12.07.2004 | Challenger de Rímini    | Tierra batida          | Álex Calatrava        | 6-2, 6-1         |
| 2. | 15.09.2008 | Challenger de Todi      | Tierra batida          | Rubén Ramírez Hidalgo | 4-6, 6-3, 6-0    |
| 3. | 22.09.2008 | Challenger de Nápoles-1 | Tierra batida          | Lamine Ouahab         | 6-7(6), 6-3, 6-1 |